# Anita Christensen (bokser)
 Der er flere personer med dette navn, se Anita Christensen.
Anita Christensen (født 29. oktober 1971 i Randers) er en dansk professionel bokser.
Før sin professionelle karriere vandt hun de nordiske mesterskaber for kvinder i 1998 og i 1999. Forinden var hun blevet både dansk og jysk mester i 1997 – titler, som hun også vandt i 1998 og 1999.
Hendes professionelle debut var 17. februar 2000, hvor hun vandt sin første kamp mod Veronica Szucz. I november samme år var blev hun europamester. I 2004 vandt hun WIBA- og WIBF-verdensmesterskaberne i bantamvægt mod Ada Velez fra Puerto Rico . I 2005 vandt hun over Oksana Romanova. 21. juni 2008 tabte hun VM-kampen mod bulgarske Galina Ivanova i Brøndbyhallen.
Efter en fødsel valgte Anita i 2009 at annoncere et comeback til boksesporten, sammen med hendes nye promotor Anders Vester. Det skal ske ved en titelkamp 26. marts 2010 i Arena Midt i Kjellerup.
Anita Christensen er handelsuddannet og arbejdede i begyndelsen af sin karriere som butikschef for Hennes & Mauritz i Randers Storcenter. I dag arbejder Anita som centerchef i fitness dk i Randers.